# Stara panna
Stara panna – termin odnoszący się do niezamężnej kobiety, która przekracza przedział wiekowy postrzegany jako najlepszy okres, w którym kobiety powinny zawierać małżeństwo. Może to również wskazywać, że jest mało prawdopodobne, aby dana kobieta kiedykolwiek wyszła za mąż. Pełniły dawniej rolę przyzwoitek.
W języku angielskim termin ten (ang. spinster) pierwotnie oznaczał kobietę, która zajmowała się przędzeniem.